# Przygody Mikołaja
Przygody Mikołaja (fr. Dad’x, 1995) – francuski serial animowany dawniej emitowany w Polsce na kanale TVN.

## Opis fabuły
Serial opowiada o tym, jak święty Mikołaj pomaga dzieciom w różnych sytuacjach.